# Prumo
O prumo é um instrumento para detectar ou conferir a vertical do lugar e elevar o ponto. Ele pode ser adaptado a um prisma ortogonal ou um tripé. Sua utilização é obrigatória na construção civil, uma vez que os traços providenciados pela engenharia passam por ângulos retos.
Hoje em dia, estão se tornando cada vez mais comuns meios simples, precisos e rápidos de conferir o prumo com instrumentos de medição como o nível laser, que projetam linhas verticais e horizontais.